# Darimosuvito Tokijan
Darimosuvito Tokijan, znany także jako D. Tokijan (ur. 14 lutego 1963) – były singapurski piłkarz oraz trener. Występował na pozycji środkowego pomocnika. Wraz z reprezentacją Singapuru wziął udział w Pucharze Azji w 1984 roku.
Po zakończeniu kariery zawodniczej podjął pracę w charakterze trenera. Obecnie prowadzi zespół Warriors FC, występujący w S-League.